# DR F35
La DR F35 è un'autovettura di tipo SUV di segmento C commercializzata dalla casa automobilistica italiana DR Automobiles dal 2020 al 2023.
Per dimensioni, prezzo e contenuti proposti, questa vettura è stata fino all'introduzione di DR 6.0 e DR 7.0 l'ammiraglia del brand principale della casa madre molisana ed è definita dalla stessa come "touring suv".

## Il contesto

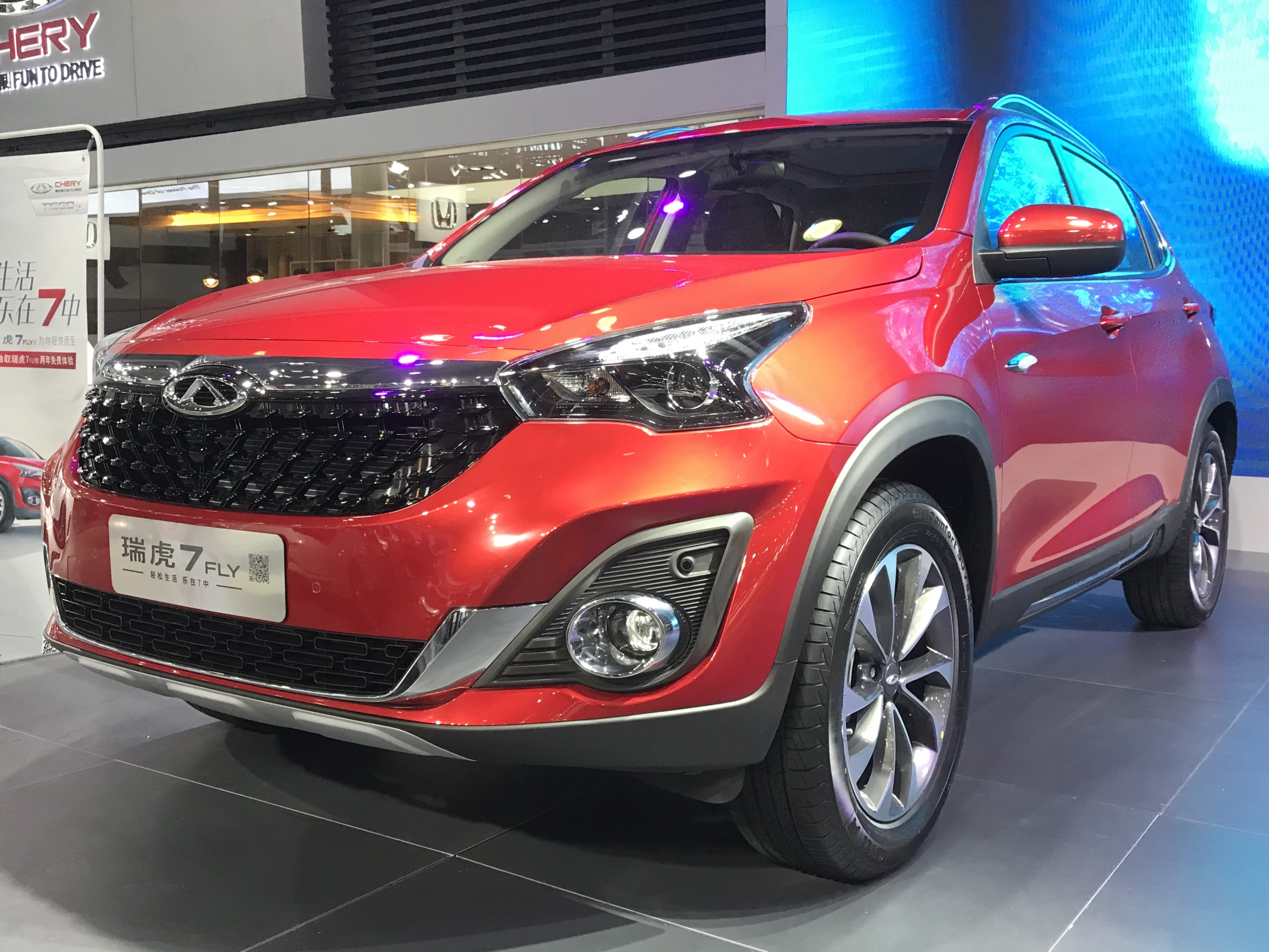
Il SUV cinese Chery Tiggo 7 Fly è la base su cui DR ha sviluppato il suo F35

Il SUV DR F35 è stato considerato uno dei modelli chiave del marchio DR, soggetto a un ricollocamento sul mercato in una fascia più alta. Così chiamato per la presenza di alcuni dettagli di ispirazione aeronautica, il SUV molisano è stato anticipato da alcuni teaser apparsi sia sul sito ufficiale del marchio che sulle pagine social dello stesso, ma il suo debutto vero e proprio è avvenuto il 1º giugno del 2020 (sebbene qualche giorno prima fossero emerse alcune notizie).
Il DR F35 deriva dal SUV compatto cinese Chery Tiggo 7 nella sua versione ristilizzata, nota con il nome Chery Tiggo 7 Fly, e differisce dal veicolo originale per: 
La calandra diversa, per il paraurti dotato di quattro condotti di aspirazione satinati, per gli skid plate con inserti colorati nello stesso colore della carrozzeria, per i loghi differenti e per alcune personalizzazioni: sono diversi dal Tiggo 7, infatti, i cerchi in lega (da 19 o 20 pollici), i colori e le sellerie in pelle. Il veicolo è dotato di un Cx di 0,338.
Il veicolo è commercializzato in due allestimenti e con un solo motore: un 1.5 turbobenzina omologato Euro 6D di produzione Acteco, disponibile anche con impianto a GPL e, novità per il marchio, con una trasmissione robotizzata a doppia frizione.

## Motori e allestimenti
L'unico motore disponibile per il DR F35 è un motore a benzina turbocompresso 1.5 che eroga 156 CV se alimentato a benzina, mentre con alimentazione GPL la potenza è di 149 CV. Può essere abbinato sia a un cambio manuale a 6 rapporti che a un cambio robotizzato con doppia frizione a secco sempre a 6 rapporti. Il veicolo è disponibile solo con la trazione anteriore. Questo motore permette al DR F35 di raggiungere la velocità massima di 185 km/h e di scattare da 0 a 100 km/h in 10,5 secondi. Il motore è prodotto da Acteco, la filiale di Chery incaricata alla produzione dei motori e delle trasmissioni.
Al debutto vengono resi disponibili due allestimenti, uno per la versione con cambio manuale e un altro per la versione con cambio automatico. Il primo offre di serie: 4 airbag (frontali e laterali), ABS, ESP, cruise control, sistema multimediale da 9 pollici, strumentazione con schermo da 7 pollici, cerchi in lega da 19 pollici, sensori di parcheggio anteriori e posteriori con telecamera posteriore, sistema di accensione e apertura senza chiavi, freno a mano elettronico, interni in ecopelle, tetto apribile, volante multifunzione in pelle e clima bizona; la versione con cambio automatico presenta un allestimento che integra, rispetto alle versioni con cambio manuale: il clima automatico a due zone, gli airbag a tendina (si passa da 4 a 6 airbag), i sedili anteriori riscaldabili e il sedile del conducente con regolazione lombare, le telecamere di parcheggio a 360°. Le uniche opzioni per entrambi gli allestimenti sono i cerchi in lega da 20 pollici.

## Evoluzione
Nel 2021, con l'arrivo delle versioni S1, le dotazioni delle F35 manuali si arricchiscono sino a coincidere grossomodo con quelle delle versioni con cambio automatico: dotazioni come gli airbag a tendina e le telecamere perimetrali sono ora di serie su entrambe le versioni. L'anno seguente invece vede l'uscita dal listino di alcuni colori, e dopo quest'ultima modifica la gamma del SUV compatto non subisce più alcuna variazione di sorta fino all'uscita di listino, avvenuta nella primavera del 2023.
Il veicolo è stato sostituito nelle sue versioni più economiche dal DR 5.0, SUV di dimensioni inferiori ma dotato di cambio manuale nelle versioni base, e dal DR 6.0 (suo vero e proprio erede per caratteristiche e dimensioni) nelle versioni top di gamma.